# Lutcher (Luisiana)
Lutcher es un pueblo ubicado en la parroquia de St. James en el estado estadounidense de Luisiana. En el Censo de 2010 tenía una población de 3559 habitantes y una densidad poblacional de 404,4 personas por km².

## Geografía
Lutcher se encuentra ubicado en las coordenadas 30°3′47″N 90°42′42″O / 30.06306, -90.71167. Según la Oficina del Censo de los Estados Unidos, Lutcher tiene una superficie total de 8.8 km², de la cual 8.71 km² corresponden a tierra firme y (1%) 0.09 km² es agua.

## Demografía
Según el censo de 2010, había 3559 personas residiendo en Lutcher. La densidad de población era de 404,4 hab./km². De los 3559 habitantes, Lutcher estaba compuesto por el 46.25% blancos, el 52.32% eran afroamericanos, el 0.08% eran amerindios, el 0.2% eran asiáticos, el 0% eran isleños del Pacífico, el 0.14% eran de otras razas y el 1.01% pertenecían a dos o más razas. Del total de la población el 0.45% eran hispanos o latinos de cualquier raza.